# Warlords Battlecry
Warlords Battlecry ist eine Reihe von Echtzeit-Strategiespielen des australischen Spieleentwicklers Steve Fawkner. Fawkner entwarf die Serie während seiner Tätigkeit für das australische Entwicklungsstudio Strategic Studies Group (SSG) und führte sie nach seinem Ausscheiden mit seinem Entwicklerstudio Infinite Interactive weiter. Sie ist ein Ableger der Warlords-Spielereihe.

## Beschreibung
Warlords Battlecry ist ebenfalls in der Fantasy-Mittelalter-Welt von Etheria angesiedelt und portierte das ursprünglich rundenbasierte Spielprinzip der Warlords-Reihe in ein Echtzeit-Kampfsystem. Kern ist der genretypische Aufbau einer Basis und die Sicherung der Produktionsketten für Einheitenproduktion, um anschließend sämtliche gegnerische Einheiten und Einrichtungen zu vernichten. Ebenfalls übernommen wurde aber auch das Heldensystem der Warlords-Reihe, wonach spezielle Heldeneinheiten ähnlich einem Rollenspiel-Charakter Nebenmissionen annehmen können, Erfahrungspunkte sammeln, spezielle Fähigkeiten erlernen und so zu besonders schlagkräftigen Einheiten ausgebildet werden können, von denen auch die sie begleitenden Charaktere profitieren. In diesem Punkt ähnelt das Spiel dem zwei Jahre nach Warlords Battlecry veröffentlichten Warcraft 3, das dem Prinzip der Heldencharaktere im Strategiegenre zu großer Popularität verhalf.

## Veröffentlichte Spiele
| Titel                 | Erstveröffentlichung | Entwickler              | Publisher        | Plattform |
| --------------------- | -------------------- | ----------------------- | ---------------- | --------- |
| Warlords: Battlecry   | 4. Sep. 2000         | Strategic Studies Group | Ubisoft          | Windows   |
| Warlords: Battlecry 2 | 27. März 2002        | Strategic Studies Group | Ubisoft          | Windows   |
| Warlords: Battlecry 3 | 18. Juni 2004        | Infinite Interactive    | Enlight Software | Windows   |

Neben der Ursprungsserie Warlords existiert ein weiterer Ableger namens Puzzle Quest: Challenge of the Warlords, eine Kombination aus Computer-Rollenspiel, Strategie und Puzzleelementen.